# Christian Coste
Christian Coste (Saint-Christol-lès-Alès, 23 febbraio 1949) è un allenatore di calcio ed ex calciatore francese, di ruolo attaccante.

## Carriera

### Nazionale
Ha collezionato cinque presenze con la propria nazionale.

## Palmarès

### Giocatore

#### Competizioni nazionali
- Campionato francese di seconda divisione: 1

Lille: 1973-1974 (girone A)